# Lake Huntington
Lake Huntington es un lugar designado por el censo ubicado en el condado de Sullivan en el estado estadounidense de Nueva York. En el Censo de 2020 tenía una población de 283 habitantes y una densidad poblacional de 81,79 habitantes por km². Fue incluido como CDP en el censo de 2020.

## Geografía
Lake Huntington se encuentra ubicado en las coordenadas 41°41′03″N 74°59′34″O / 41.68417, -74.99278. Según la Oficina del Censo de los Estados Unidos,  tiene una superficie total de 3,46 km², de la cual 3,10 km² corresponden a tierra firme y 0,36 km² a agua.